# Apocalypse, la guerre des mondes
Apocalypse, la paix impossible 1918-1926 Apocalypse, l'année 40 : Hitler attaque à l'ouest
Apocalypse, la guerre des mondes est une série de six films documentaires qui retrace l'affrontement des deux mondes de la guerre froide, de 1945 à 1991. Plus de 200 heures d’archives inédites ont été restaurées et colorisées pour illustrer la période allant de la fin de la Seconde Guerre mondiale jusqu'à la chute de l'URSS en 1991.
Ces films documentaires ont été écrits et réalisés par Isabelle Clarke et Daniel Costelle, avec la collaboration de Mickaël Gamrasni et narrés par Mathieu Kassovitz. 
La série a été diffusée dans plusieurs pays sur diverses chaînes de télévision francophones. La série est sortie en DVD et Blu-ray le 20 novembre 2019.
L'introduction reprend la chanson Cry Baby (en), selon la version de Janis Joplin.

## Épisodes
Six épisodes de 50 minutes à 1 heure constituent cette série documentaire :
1. La Grande Rupture (1945-1946) : Fin de Seconde Guerre mondiale, Conférence de Potsdam, bombardements atomiques d'Hiroshima et de Nagasaki, début de la Guerre d'Indochine.
2. L’Escalade de la peur (1947-1949) : Blocus soviétique autour de Berlin, premier test nucléaire soviétique, création de L'OTAN, proclamation de la République Populaire Chine.
3. Le monde tremble (1950-1952) : Début la Guerre de Corée
4. La Conquête (1953-1955) : la mort de Joseph Staline, fin de la Guerre de Corée et d'Indochine.
5. Le Mur (1956-1962) : la Révolution hongroise, Crise des missiles de Cuba
6. L’Abîme (1963-1991) : Assassinat de John F. Kennedy, Guerre du Viêt Nam, la Révolution culturelle, Guerre d'Afghanistan (1979-1989), Glasnost, Perestroïka, Chute du mur de Berlin et la dislocation de l'URSS

## Technique
- Mise en couleur : François Montpellier
- Musique originale : Kenji Kawai
- Montage son : Gilbert Courtois (Airbil)
- Mixage : Caroline Tulipier (France TV)

## Critiques
Le documentaire est critiqué pour sa vision orientée de la guerre froide par l'historien Pierre Grosser. Pour Grosser il comporte de nombreuses erreurs factuelles, notamment au sujet de la volonté de l'Union soviétique de conquérir le monde, qui n'est pas corroborée par les archives soviétiques,. 
Selon le mensuel Le Monde diplomatique « consacrer six heures à la guerre froide sans évoquer le rôle négatif des États-Unis en Amérique du Sud et en Afrique relève du tour de force ».
Par ailleurs, le découpage de la série, avec cinq épisodes couvrant environ deux ans chacun suivis d'un dernier relatant à lui seul les trente dernières années de la Guerre froide, apparaît très déséquilibré.
D'après le quotidien Le Monde la série est « une vaste leçon d’histoire, nécessaire mais un peu trop touffue ».